# Afrique adieu
Pour le film, voir Adieu Afrique.
Singles de Michel Sardou
Musica
(1982) Les Années 30
(1983)
Pistes de Il était là
Côté soleil
Afrique adieu est une chanson de Michel Sardou, sortie en single en 1982.
Extrait de l'album Il était là, sorti la même année, dont Sardou, auteur du texte, a également écrit la musique avec Jacques Revaux, Afrique adieu rencontre le succès en France, où il se classe n°5 des ventes et se vend à plus de 400 000 exemplaires.
Afrique adieu est une chanson typique du goût de l'artiste pour le voyage et l'exotisme décrits sur un mode lyrique, et qui livre une vision pessimiste et désabusée du tiers-monde africain. De nombreux lieux africains y sont évoqués : les lacs Tanganyika et Malawi, la Casamance, Pretoria, Saint-Louis, Nairobi, Yaoundé, le Sénégal et le Kenya, mais aussi les Antilles.

## Autre version

### Réorchestration de 2012
À l'occasion de la sortie de la compilation Les Grands Moments le 22 octobre 2012, Michel Sardou réenregistre cinq chansons avec de nouveaux arrangements, parmi lesquelles Afrique adieu. Dans cette nouvelle version, les paroles  « Les seins dorés brûlants des filles / Passent à deux pas de mes dix doigts » ont été remplacées par  « Les seins dorés brûlants des filles / Se balancent à côté de moi » et les vers du refrain « Afrique adieu / Tes masques de bois / N'ont plus dans leurs yeux / L'éclair d'autrefois » ont été omis.